# Antonio Cardile
Antonio Cardile (Taranto, 26 febbraio 1914 – Roma, 9 dicembre 1986) è stato un pittore, scultore e incisore italiano.

## Biografia
Diplomatosi nel 1936 all'Accademia delle Belle Arti di Firenze con Felice Carena e l'incisore Celestino Celestini, opera inizialmente esponendo nelle Mostre sindacali. Durante il periodo bellico, dopo una dolorosa prigionia di guerra, arriva a Roma dove aderisce alla Scuola romana. Negli ultimi anni della sua vita avvia alle arti figurative il nipote, l'artista Joseph Pace.
Artista vero e schivo, Giovanni Omiccioli così lo descrive:
Corrado Cagli dirà di lui:
Pittore, scultore, disegnatore, incisore, artista completo, Cardile in cinquant'anni interpretò liberamente temi sacri e profani.